# Györe Balázs
Györe Balázs (Budapest, 1951. május 8. –) József Attila-díjas magyar költő, író.

## Életpályája
Szülei: Györe Pál és Széles Ilona. 1971–1976 között az ELTE BTK magyar–orosz szakos hallgatója volt. 1976–1977 között tanított. 1977–1980 között filmtárvezetőként illetve könyvtárosként dolgozott. 1979–1981 között zenés irodalmi koncertekkel lépett fel. 
1980 óta szabadfoglalkozású író. A Fölöspéldány-csoport volt tagja. 1980–1985 között a Lélegzet című folyóirat társszerkesztője volt (Rácz Péterrel és Tábor Ádámmal). Az Örley Kör egyik alapítója. 1985-ben a József Attila Kör titkára lett. 1989 óta a '84-es kijárat szerkesztője.

## Magánélete
1980-ban házasságot kötött Scheer Adrienne-nel. Egy lányuk született; Borbála (1981).

## Munkássága
Regényeiben a dokumentumszerűség és líraiság, emlékező szubjektivitás és távolságtartó irónia pontosan kimunkált ötvözetét alkotja meg; az 1960-as években indult nemzedék egzisztenciális és erkölcsi csődjét ábrázolja.

## Művei
- A jámbor Pafnutyij apát keze vonása; Magvető, Bp., 1982
- Lélegzet I-II. (antológiák, 1985, 1987)
- A 91-esen nyugodtan elalhatok (naplóregény, 1989)
- Mindenki keresse a saját halálát; Cserépfalvi, Bp., 1993 (Próza)
- A megszólítás ábrándja; Liget Műhely Alapítvány, Bp., 1994 (Liget könyvek)
- Ha már ő sem él, kérem olvasatlanul elégetni; Liget Műhely Alapítvány, Bp., 1996 (Liget könyvek)
- Krízis (1998)
- A valóságban is létezik (regény, 1999)
- Boldogkönyv (2001)
- A jámbor Pafnutyij apát keze vonása; 2. jav., bőv. kiad.; Madách Irodalmi Társaság, Bp., 2002 (Györe Balázs művei)
- Halottak apja (2003)
- A 91-esen nyugodtan elalhatok; 2. jav. kiad.; Madách Irodalmi Társaság, Bp., 2003 (Györe Balázs művei)
- Megszakítottam egy regényt (versek, 2004)
- Apám barátja (2006)
- Basa na mrtvite. Roman (Halottak apja); bolgárra ford. Martin Hrisztov; Ergo, Sofia, 2009 (Moderna evropejska proza)
- Hová mész, Budapest?; Podmaniczky Művészeti Alapítvány, Szeged, 2010
- Kölcsönlakás; Kalligram, Pozsony, 2010
- Barátaim, akik besúgóim is voltak. Regény, dokumentum; Kalligram, Bratislava, 2012
- Sasztliva kniga. Roman (Boldogkönyv); bolgárra ford. Szvetla Kjoszeva; Ergo, Sofia, 2012
- Halálom után eltüzelni! Regény; Pesti Kalligram, Bp., 2015
- Amerikai grafit. Regény; Kalligram, Bp., 2017